# Liste der denkmalgeschützten Objekte in Altmünster
Die Liste der denkmalgeschützten Objekte in Altmünster enthält die 22 denkmalgeschützten, unbeweglichen Objekte der Gemeinde Altmünster im oberösterreichischen Bezirk Gmunden.

## Denkmäler
| Foto |                 | Denkmal                                                                                    | Standort                                              | Beschreibung | Metadaten |
| ---- | --------------- | ------------------------------------------------------------------------------------------ | ----------------------------------------------------- | --- | --- |
| ja   | Datei hochladen | Kreuzweg 3. Station HERIS-ID: 103913 Objekt-ID: 120478                                     | bei Brennbichlstraße 4 Standort KG: Altmünster        | | BDA-Hist.: Q37798550 Status: § 2a Stand der BDA-Liste: 2025-06-30 Name: Kreuzweg 3. Station GstNr.: 9/1                                                                   |
| ja   | Datei hochladen | Badeanlage Seebad HERIS-ID: 101120 Objekt-ID: 117431                                       | Hauptstraße 1 Standort KG: Altmünster                 | Die Badeanlage wurde 1946/47 vom Architekten Johannes Spalt im Auftrag der Gemeinde errichtet. | BDA-Hist.: Q37786569 Status: § 2a Stand der BDA-Liste: 2025-06-30 Name: Badeanlage Seebad GstNr.: 145 Seebad Altmünster                                                   |
| ja   | Datei hochladen | Marktgemeindeamt HERIS-ID: 101121 Objekt-ID: 117432                                        | Marktstraße 21 Standort KG: Altmünster                | | BDA-Hist.: Q37786579 Status: § 2a Stand der BDA-Liste: 2025-06-30 Name: Marktgemeindeamt GstNr.: .28/1                                                                    |
| ja   | Datei hochladen | Volksschule HERIS-ID: 101124 Objekt-ID: 117436                                             | Marktstraße 28 Standort KG: Altmünster                | | BDA-Hist.: Q37786599 Status: § 2a Stand der BDA-Liste: 2025-06-30 Name: Volksschule GstNr.: .131 Volksschule Altmünster                                                   |
| ja   | Datei hochladen | Hauptschule HERIS-ID: 101125 Objekt-ID: 117437                                             | Marktstraße 29 Standort KG: Altmünster                | Das Schulgebäude wurde 1963–1966 nach Plänen von Viktor Hufnagl errichtet. Es handelt sich um einen der frühesten Hallenschulbauten Österreichs. Die Schule besteht aus zwei parallelen Klassentrakten, die durch die Aula verbunden sind, wobei der hintere Trakt aufgrund der Hanglage höher steht. Die vordere Fassade ist gekennzeichnet durch Loggien, die durch das Vorziehen der tragenden Betonschalen gebildet sind. Die Wände der großen zweigeschoßigen Aula sind geteilte Glasflächen. Die Innenarchitektur ist in ihrer ursprünglichen Erscheinung weitgehend erhalten. An die Aula grenzen die Klassenzimmer an, die im Halbgeschoß durch Säulen abgesetzt sind und im Obergeschoß über Doppeltreppen und Galerien erschlossen sind. Die Innenausstattung ist in den Farben schwarz-weiß mit roten Akzenten gehalten, Decken und an den Klassenwände sind mit Holz verkleidet. | BDA-Hist.: Q37786606 Status: Bescheid Stand der BDA-Liste: 2025-06-30 Name: Hauptschule GstNr.: 169/1 Hauptschule Altmünster                                              |
| ja   | Datei hochladen | Pfarrhof HERIS-ID: 101127 Objekt-ID: 117439                                                | Münsterstraße 1 Standort KG: Altmünster               | | BDA-Hist.: Q37786617 Status: § 2a Stand der BDA-Liste: 2025-06-30 Name: Pfarrhof GstNr.: .2 Pfarrhof Altmünster                                                           |
| ja   | Datei hochladen | Kath. Pfarrkirche hl. Benedikt und ehem. Friedhof HERIS-ID: 101136 Objekt-ID: 117448       | Münsterstraße 1 Standort KG: Altmünster               | An jener Stelle, wo heute die Pfarrkirche steht, befand sich ursprünglich ein im 8. Jahrhundert erbautes Mönchskloster. 1473 wurde die romanische Kirche im gotischen Stil erneuert. Adam Graf von Herberstorff, dessen letzte Ruhestätte sich in der Allerheiligenkapelle dieser Kirche befindet, ließ den Altarraum in den Jahren 1625 bis 1627 im Renaissancestil erneuern und vergrößern. | BDA-Hist.: Q21857889 Status: § 2a Stand der BDA-Liste: 2025-06-30 Name: Kath. Pfarrkirche hl. Benedikt und ehem. Friedhof GstNr.: .1, 160 Pfarrkirche Altmünster          |
| ja   | Datei hochladen | Steintisch HERIS-ID: 101128 Objekt-ID: 117440                                              | vor Münsterstraße 1 Standort KG: Altmünster           | Anmerkung: Der Steintisch befindet sich in unmittelbarer Nähe des Altmünsterer Pfarrhofs. | BDA-Hist.: Q37786635 Status: § 2a Stand der BDA-Liste: 2025-06-30 Name: Steintisch GstNr.: .2                                                                             |
| ja   | Datei hochladen | Aufnahmsgebäude Altmünster am Traunsee HERIS-ID: 103382 Objekt-ID: 119876seit 2021         | Bahnhofstraße 64 Standort KG: Ebenzweier              | | BDA-Hist.: Q105672559 Status: Bescheid Stand der BDA-Liste: 2025-06-30 Name: Aufnahmsgebäude Altmünster am Traunsee GstNr.: .73/2                                         |
| ja   | Datei hochladen | Schule, Schloss Ebenzweier HERIS-ID: 37731 Objekt-ID: 36956                                | Ebenzweierstraße 23 Standort KG: Ebenzweier           | Urkundlich wurde das Schloss Ebenzweier bereits im 13. Jahrhundert als Herrschaftssitz erwähnt. Das heutige Aussehen erhielt das Schloss 1842, als es Erzherzog Maximilian d’Este, ein Enkel der Kaiserin Maria Theresia, umbauen ließ. Heute ist im Schloss Ebenzweier eine gastgewerbliche Berufsschule untergebracht. | BDA-Hist.: Q15127607 Status: Bescheid Stand der BDA-Liste: 2025-06-30 Name: Schule, Schloss Ebenzweier GstNr.: .2, 268/2 Schloss Ebenzweier                               |
| ja   | Datei hochladen | Villa Ranzoni HERIS-ID: 37558 Objekt-ID: 36748                                             | Hauptstraße 51 Standort KG: Ebenzweier                | | BDA-Hist.: Q37976152 Status: Bescheid Stand der BDA-Liste: 2025-06-30 Name: Villa Ranzoni GstNr.: .25/3, 167/7 Villa Ranzoni, Altmünster                                  |
| ja   | Datei hochladen | Bauernhaus, ehem. Richterhaus HERIS-ID: 37557 Objekt-ID: 36747                             | In der Schlipfing 16 Standort KG: Ebenzweier          | | BDA-Hist.: Q37976142 Status: Bescheid Stand der BDA-Liste: 2025-06-30 Name: Bauernhaus, ehem. Richterhaus GstNr.: .71                                                     |
| ja   | Datei hochladen | Bauernhaus Krucka HERIS-ID: 113941 Objekt-ID: 132329seit 2021                              | Brunnweg 15 Standort KG: Grasberg                     | | BDA-Hist.: Q105682687 Status: Bescheid Stand der BDA-Liste: 2025-06-30 Name: Bauernhaus Krucka GstNr.: .19, 85/2                                                          |
| ja   | Datei hochladen | Kath. Pfarrkirche hl. Josef HERIS-ID: 52507 Objekt-ID: 59450                               | Reindlmühl Standort KG: Grasberg                      | Die Kirche „Heiliger Josef der Arbeiter“ in Reindlmühl wurde in den fünfziger Jahren nach Plänen von Gottfried Nobl als Filialkirche der Pfarre Altmünster erbaut und 1956 eingeweiht. | BDA-Hist.: Q23541601 Status: § 2a Stand der BDA-Liste: 2025-06-30 Name: Kath. Pfarrkirche hl. Josef GstNr.: .152 Saint Joseph church in Reindlmühl                        |
| ja   | Datei hochladen | Villa Traunblick samt Wirtschaftsgebäude und Gartenanlage HERIS-ID: 46837 Objekt-ID: 49098 | Iglbichl 27 Standort KG: Nachdemsee                   | | BDA-Hist.: Q38024083 Status: Bescheid Stand der BDA-Liste: 2025-06-30 Name: Villa Traunblick samt Wirtschaftsgebäude und Gartenanlage GstNr.: .1/2, 1/45, .1/3, .1/1, 1/1 |
| ja   | Datei hochladen | Nadasdy-Klause HERIS-ID: 103519 Objekt-ID: 120020                                          | Großalm Standort KG: Neukirchen                       | Die Klause an der Aurach wurde 1716 errichtet und diente zum Auffangen des getrifteten Holzes, das dann mit Fuhrwerken bzw. Flößen und Schiffen über den Traunsee zur Saline nach Ebensee gebracht wurde. 1892 wurde die Klause aufgelassen und zu einer Geschiebesperre umgebaut. | BDA-Hist.: Q37797977 Status: § 2a Stand der BDA-Liste: 2025-06-30 Name: Nadasdy-Klause GstNr.: 1216/1, 614, 624                                                           |
| ja   | Datei hochladen | Forsthaus, Klausmeisterhaus, Klausstube HERIS-ID: 101138 Objekt-ID: 117450                 | Großalm 31 Standort KG: Neukirchen                    | | BDA-Hist.: Q37786675 Status: § 2a Stand der BDA-Liste: 2025-06-30 Name: Forsthaus, Klausmeisterhaus, Klausstube GstNr.: .127/1                                            |
| ja   | Datei hochladen | Kalvarienbergkapelle HERIS-ID: 103505 Objekt-ID: 120005                                    | Kalvarienberg 10, in der Nähe Standort KG: Neukirchen | Die Kalvarienbergkapelle in Neukirchen bei Altmünster wurde am 6. August 1882 eingeweiht. | BDA-Hist.: Q37797582 Status: § 2a Stand der BDA-Liste: 2025-06-30 Name: Kalvarienbergkapelle GstNr.: .243                                                                 |
| ja   | Datei hochladen | Heimathaus Viechtau HERIS-ID: 103506 Objekt-ID: 120006                                     | Kapellenweg 5 Standort KG: Neukirchen                 | Das Heimathaus Viechtau in Neukirchen bei Altmünster ist im typischen Viechtauer Baustil errichtet worden. Es beherbergt ein Heimatmuseum, in dem das von der Hausindustrie bestimmte Leben der Bevölkerung um 1900 veranschaulicht wird. | BDA-Hist.: Q37797661 Status: § 2a Stand der BDA-Liste: 2025-06-30 Name: Heimathaus Viechtau GstNr.: .43 Heimathaus Viechtau                                               |
| ja   | Datei hochladen | Kath. Pfarrkirche Maria Schnee HERIS-ID: 52424 Objekt-ID: 59167                            | neben Neukirchen 1 Standort KG: Neukirchen            | Unter Kaiserin Maria Theresia erhielt Neukirchen eine eigene Kirche, die erst am 5. August 1846 eingeweiht wurde. Das Patrozinium (Maria Schnee) wird am 5. August gefeiert. 1891 wurde die Kirche zur Pfarrkirche erhoben. Bemerkenswert ist im Inneren der barocke Altar, welcher aus der alten Wiener Minoritenkirche stammt. | BDA-Hist.: Q23541603 Status: § 2a Stand der BDA-Liste: 2025-06-30 Name: Kath. Pfarrkirche Maria Schnee GstNr.: .1/1 Pfarrkirche Maria Schnee, Neukirchen                  |
| ja   | Datei hochladen | Heimatmuseum, Eggerhaus HERIS-ID: 103375 Objekt-ID: 119869                                 | Am Wiesenhof 69 Standort KG: Ort-Altmünster           | Sein heutiges Aussehen erhielt das Eggerhaus um 1700, die Wurzeln reichen jedoch bis in die Zeit um 1500 zurück. Seit 2003 ist das Eggerhaus Museum für authentische bäuerliche Wohnkultur des äußeren Salzkammergutes. | BDA-Hist.: Q37796916 Status: § 2a Stand der BDA-Liste: 2025-06-30 Name: Heimatmuseum, Eggerhaus GstNr.: 570/3 Eggerhaus                                                   |
| ja   | Datei hochladen | Anlage Schloss Württemberg-Traunsee HERIS-ID: 112314 Objekt-ID: 130428seit 2014            | Pensionatstraße 73, u. a. Standort KG: Ort-Altmünster | → Hauptartikel : Schloss Traunsee f1 | BDA-Hist.: Q15127848 Status: Bescheid Stand der BDA-Liste: 2025-06-30 Name: Anlage Schloss Württemberg-Traunsee GstNr.: .120, .121/1, 591/1 Schloss Traunsee              |